# Македонска мишка
Македонската мишка (Mus macedonicus, наричана още Източносредиземноморската домашна мишка) е дребен гризач от семейство Мишкови (Muridae).

## Разпространение
Разпространена е в Южна Македония, Южна България, Гърция, Европейска Турция, Мала Азия, Иран, Закавказието, Йордания, вероятно в Ливан и Сирия.